# Xiaru
Xiaru (kinesiska: 夏如, 夏如乡) är en socken i Kina. Den ligger i den autonoma regionen Tibet, i den sydvästra delen av landet, omkring 480 kilometer väster om regionhuvudstaden Lhasa. Antalet invånare är 2 490. Befolkningen består av 1 140 kvinnor och 1 350 män. Barn under 15 år utgör 27,0 %, vuxna 15-64 år 66 %, och äldre över 65 år 5,0 %.
Genomsnittlig årsnederbörd är 536 millimeter. Den regnigaste månaden är juli, med i genomsnitt 147 mm nederbörd, och den torraste är november, med 4 mm nederbörd.